# Budhlāda
Budhlāda är en ort i Indien.   Den ligger i distriktet Mansa och delstaten Punjab, i den norra delen av landet, 210 km nordväst om huvudstaden New Delhi. Budhlāda ligger 227 meter över havet och antalet invånare är 25 431.
Terrängen runt Budhlāda är mycket platt. Runt Budhlāda är det tätbefolkat, med 308 invånare per kvadratkilometer. Närmaste större samhälle är Mānsa, 16,8 km väster om Budhlāda. Trakten runt Budhlāda består till största delen av jordbruksmark.